# Müritz-Nationalpark
Müritz-Nationalpark der ligger i den sydlige del af den tyske delstat Mecklenburg-Vorpommern, cirka midtvejs mellem Berlin og Rostock. Nationalparken, der  blev grundlagt i 1990, har et areal på   318 km². Nær byen  Waren ligger et informationscenter om parken ved navn Müritzeum.
Parken er for en stor del dækket med skov, afvekslende med et sølandskab, med Müritz på 117 km² som den største, og over 100 mindre søer og moser.  
Den strækker sig over to adskilte områder af Mecklenburgische Seenplatte (Mecklenburgische søområde). Den vestlige del er den største, som ligger ved østbredden af  Müritz. Den mindre østlige del, ligger øst for  Neustrelitz i Naturpark Feldberger Seenlandschaft.

## Fauna og flora
I nationalparken lever flere sjældne fuglearter  som havørn og fiskeørn. Krikand og atlingand ruger ved søernes bredder. Parken er også en rasteplads for trækfugle som dværgryle, rødben og Hvidklire.  Traner og sort stork forekommer også.
Blandt planterne findes sjældne græsarter som   Cladium mariscus og enebærbuske.